# Sudoeste de Goiás (tiểu vùng)
Sudoeste de Goiás là một tiểu vùng thuộc bang Goiás, Brasil. Tiều vùng này có diện tích 56112 km², dân số năm 2007 là 344121 người.